# Veliko Lipje
Veliko Lipje este o localitate din comuna Žužemberk, Slovenia, cu o populație de 41 de locuitori.